# Jamki (komórka)
Jamki (lacunae) – przerwy we wtórnej ścianie komórkowej ułatwiające sąsiadującym komórkom roślinnym komunikację. Na obszarze jamki występują jedynie pierwotne ściany komórkowe połączone blaszką środkową. Zagłębienie nazywane pierwotnym polem jamkowym stanowi miejsce połączenia protoplastów komórek z udziałem plazmodesm, które przenikają przez cienką przegrodę pogrupowane w pęczki. Ze względu na kształt wtórnej ściany komórkowej wyróżniane są jamki proste i jamki lejkowate. W każdej jamce można wyróżnić zagłębienie jamki, czyli otwór po stronie światła komórki, oraz błonę zamykającą, czyli pierwotne ściany komórkowe wraz z blaszką środkową. W sąsiadujących ze sobą komórkach jamki występują po obu stronach błony zamykającej, tworząc parę jamek. Para taka może składać się z dwóch jamek prostych, dwóch lejkowatych lub być parą mieszaną. Niekiedy, we wtórnej ścianie komórkowej jednej z sąsiadujących komórek nie ma drugiej jamki. W tym przypadku jamka nazywana jest ślepą. 
Jamki proste mają zbliżoną średnicę otworu po stronie protoplastu oraz po stronie błony zamykającej. Występują głównie w komórkach miękiszu i w niektórych komórkach tkanek wzmacniających. Typowym przykładem są jamki w komórkach sitowych.
W jamkach lejkowatych średnica otworu rozszerza się w kierunku błony zamykającej. Ściana wtórna tworzy sklepienie, pod którym znajduje się komora jamki. Miejsce tworzące otwór nazywane jest otworem jamki lub aperturą. Gdy wtórna ściana komórkowa jest gruba otwór jamki łączy z komorą kanał jamki. Otwory po obu stronach kanału mogą być różnej wielkości. Część błony środkowej, zwanej margo, zawiera pory, gdzie między mikrofibrylami nie ma macierzy ściany komórkowej. W cewkach roślin iglastych błona zamykająca jamkę jest nieporowata, a nawet zgrubiała. Taką błonę o średnicy większej niż otwór od strony światła komórki określa się jako torus (zatyczka). Gdy pod wpływem zwiększonego ciśnienia wody błona ta silnie się wygnie, zatyczka zamyka wylot jamki. W ten sposób przepływ wody może być regulowany. Jamki lejkowate występują w cewkach roślin nagozalążkowych.
Można też spotkać formy przejściowe np. u roślin wyższych przy naczyniach (drewno) dostarczających wodę do tkanek pomiędzy korzeniem a liściem.